# 정보표현량
특정 영역한도 내에서 표현되는 정보(Data)의 크기

Ex) 1080x2160 해상도의 24bit 색표현 모니터에서 bit 단위의 정보표현량은 아래와 같다.
1080 x 2160 x 24 = 55,987,200 bit

Ex) 1080x2160 해상도의 24bit 색표현 모니터에서 bit 단위의 정보표현량은 아래와 같다.
1080 x 2160 x 24 = 55,987,200 bit

Ex) 1080x2160 해상도의 24bit 색표현 모니터에서 bit 단위의 정보표현량은 아래와 같다.
1080 x 2160 x 24 = 55,987,200 bit

Ex) 1080x2160 해상도의 24bit 색표현 모니터에서 bit 단위의 정보표현량은 아래와 같다.
1080 x 2160 x 24 = 55,987,200 bit

Ex) 1080x2160 해상도의 24bit 색표현 모니터에서 bit 단위의 정보표현량은 아래와 같다.
1080 x 2160 x 24 = 55,987,200 bit